# Хорватская Википедия
Хорва́тская Википе́дия (хорв. Hrvatska Wikipedija, Википедия на хорватском языке, хорв. Wikipedija na hrvatskom jeziku) — раздел Википедии на хорватском языке.
Хорватская Википедия открыта 16 февраля 2003 года. Первая статья Hrvatski jezik появилась в разделе 25 апреля. Она гласила: «Хорватский язык является официальным языком Хорватской Республики» (хорв. Hrvatski jezik je službeni jezik Republike Hrvatske).
Отметки в 10 000 статей достигла 8 октября 2005 года, в День Независимости Хорватии.
9 сентября 2006 года в клубе Aquarius в Загребе состоялась первая викивстреча участников раздела. До этого были только встречи администраторов в Загребе или Риеке.

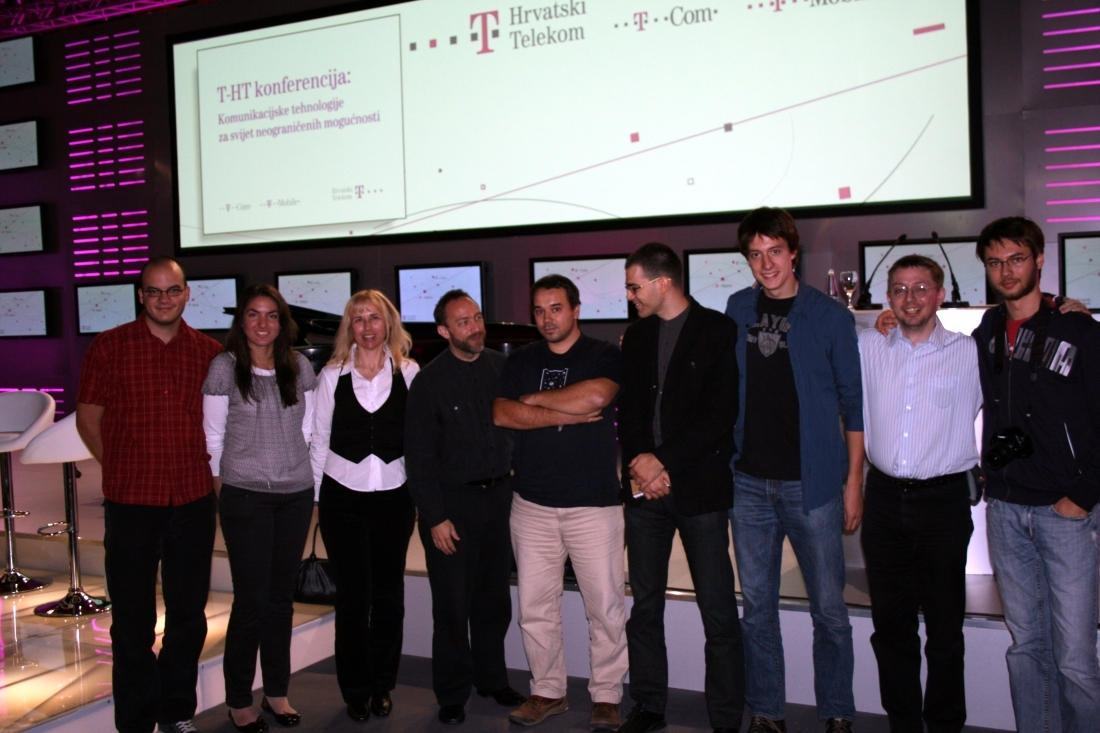
Джимми Уэйлс и хорватские Википедисты на викиконференции в Загребе. 1 октября 2008

7 июля 2011 года была создана 100 000-я статья.
2 декабря 2014 года была создана 150 000-я статья.
По состоянию на 16 июля 2025 года количество статей в хорватском разделе составляет 226 732 статей. Зарегистрировано 330 859 участников, из них 424 совершили какое-либо действие за последние 30 дней, а 15 участника имеют статус администратора. Общее число правок составило 7 238 226.
Занимает 52 место по количеству статей среди всех разделов.

## Критика
До середины 2013 года все ключевые статьи на общественно-историческую тематику (особенно о Хорватии) были написаны в жёстком католическо-националистическом духе с активной фальсификацией и маргинализацией. После общественного резонанса по этому поводу в проекте были предприняты некоторые меры, однако недостаточные для того, чтобы называть хорватскую Википедию объективной.